# Interhotel

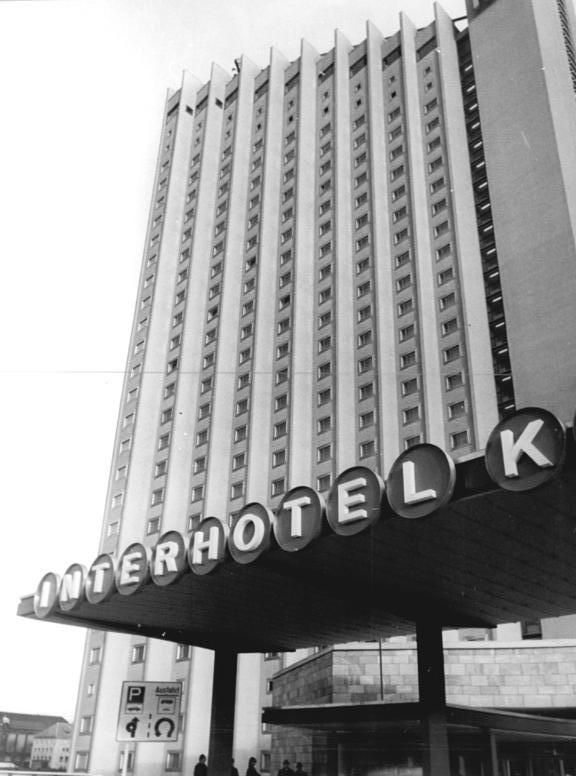
Das 26-geschossige Interhotel „Kongreß“ in Karl-Marx-Stadt (heute Chemnitz) zur Eröffnung im Februar 1974

Interhotel war eine am 1. Januar 1965 gegründete Hotelkette in der DDR. Interhotels waren Hotels der gehobenen Klasse, in denen bevorzugt Gäste aus dem sozialistischen Ausland (SW), den „nichtsozialistischen Wirtschaftsgebieten“ (NSW) und des FDGB der DDR (Freier Deutscher Gewerkschaftsbund) beherbergt wurden.

## Geschichte

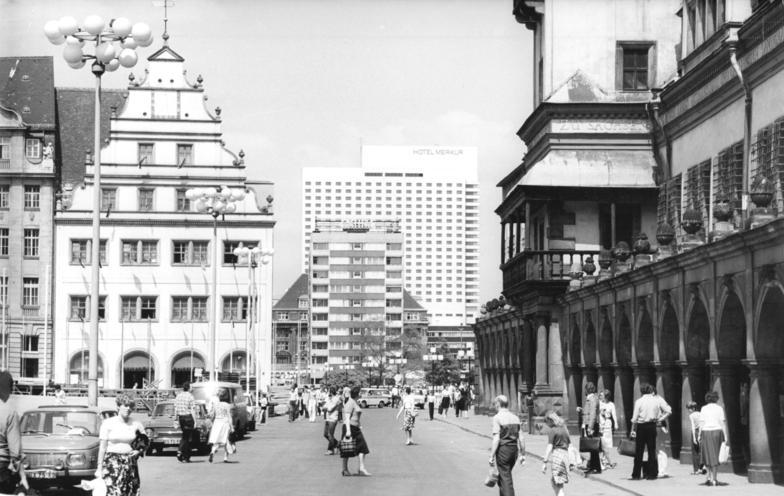
Das Hotel Merkur in Leipzig, 1981 (Bildmitte: Gebäude im Hintergrund)

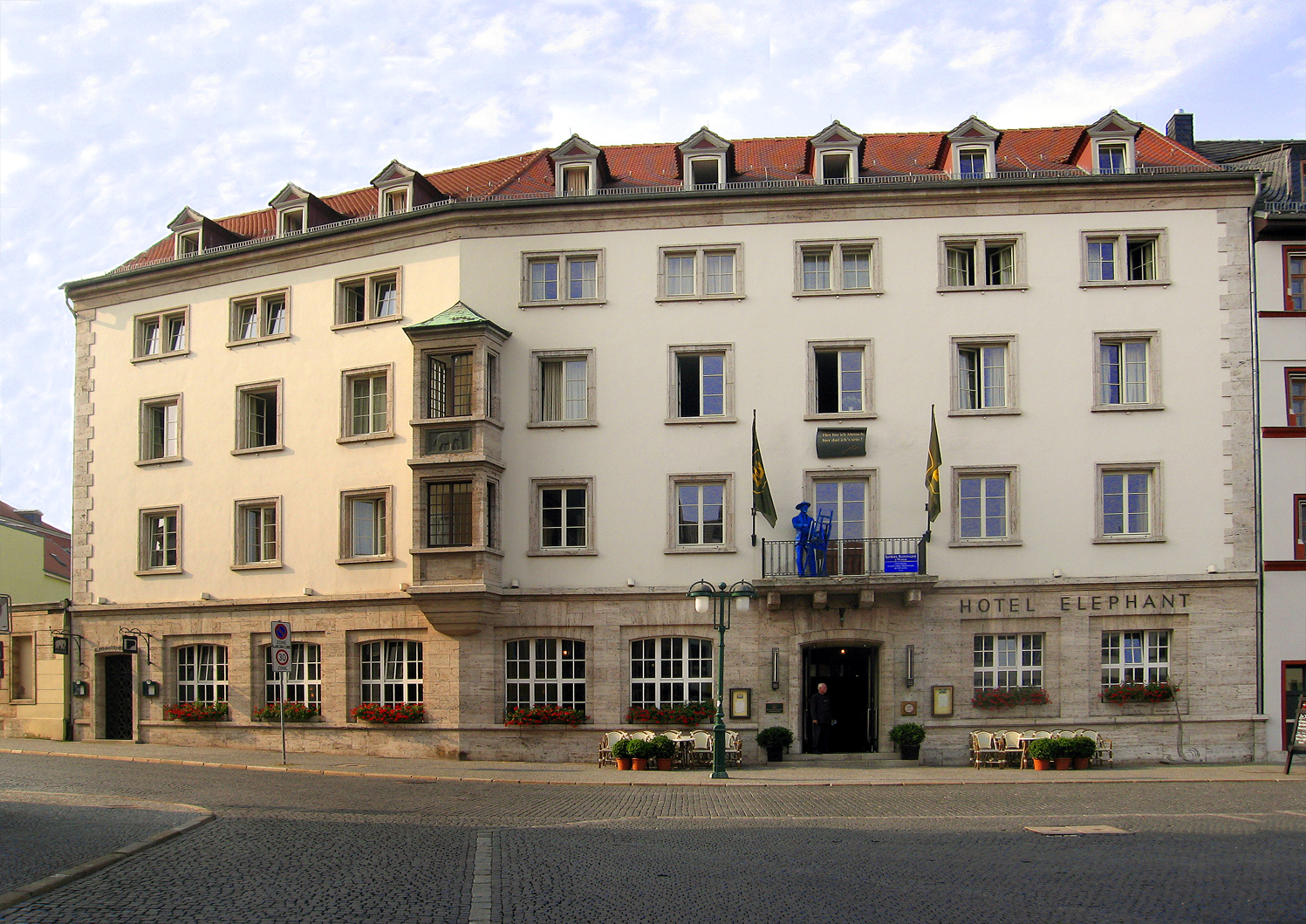
Das Hotel Elephant in Weimar

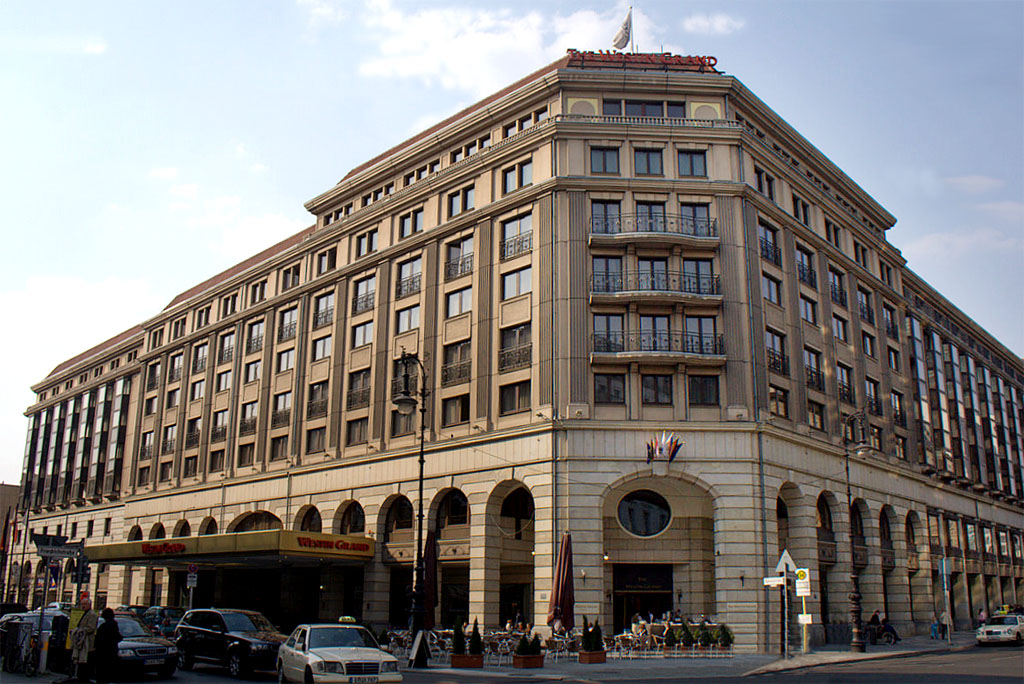
Das Grandhotel Berlin, 1987 als eines der bedeutendsten Interhotels eröffnet

Ursprünglich bestand die Hotelkette aus je einem Hotel in Berlin, Erfurt, Jena und Magdeburg, zwei Hotels im damaligen Karl-Marx-Stadt und fünf Hotels in der Messestadt Leipzig.
Die sogenannten „Devisenhotels“, Fünf-Sterne-Häuser, standen nahezu ausschließlich Besuchern aus dem „nichtsozialistischen Wirtschaftsgebiet“ (NSW) offen, die Bezahlung hatte durch sie in frei konvertierbaren Währungen zu erfolgen. Sie unterstanden indirekt dem Bereich Kommerzielle Koordinierung im Ministerium für Außenhandel. Das „Metropol“, das „Palasthotel“ und das „Grand Hotel“ in Berlin, das „Merkur“ in Leipzig, das „Bellevue“ und der „Dresdner Hof“ in Dresden zählten zu dieser Gruppe; auch das „Domhotel“ in Berlin und das „Belvedere“ in Weimar – die jedoch erst nach der Währungsunion eröffnet wurden – sollten noch hinzukommen.
Das „Interhotel Potsdam“ und das „Hotel Panorama“ in Oberhof wurden ebenfalls als Fünf-Sterne-Häuser geführt. Den Besuchern wurden Leistungen nach internationalem Standard geboten, einschließlich Gastronomie, Kongress- und Bankettmöglichkeiten sowie verschiedene Freizeitangebote. Durch entsprechende Verträge mit westdeutschen Autovermietern war es NSW-Gästen sogar möglich, einen West-PKW (vor allem Fiat, Renault, Volvo) zu mieten. In sämtlichen Interhotels war zudem ein Intershop-Devisenladen eingerichtet.
In Vier-Sterne-Häusern wurden oft Gäste des FDGB (Freier Deutscher Gewerkschaftsbund) und aus den Ländern des Rates für gegenseitige Wirtschaftshilfe untergebracht. Ein bekanntes Beispiel ist das „Hotel Stadt Berlin“ in Ost-Berlin, das vor allem als Hotel für sowjetische Gäste galt. Die niedrigste Kategorie von Interhotels waren Drei-Sterne-Häuser, vor allem in kleineren Städten, wie das traditionsreiche, aber baulich vernachlässigte „Hotel Elephant“ in Weimar. Nach internationalen Maßstäben waren die Interhotels bis auf Ausnahmen jeweils etwa einen Stern zu hoch eingestuft.
Nahezu alle Hotels der gehobenen Klasse in der DDR waren Interhotels; bekannte Ausnahmen stellten das HO-Hotel Neptun in Warnemünde und das (dem Reisebüro der DDR zugehörige) Hotel Cecilienhof in Potsdam dar. In den meisten Bezirksstädten existierten Interhotels, aber auch in Jena (bis Anfang der 1980er Jahre: „Hotel International“) und Oberhof (Hotel Panorama).
Als Folge des Wechsels von Walter Ulbricht zu Erich Honecker als Staats- und Parteichef und der neuen wirtschaftspolitischen Ausrichtung nach dem VIII. Parteitag der SED – der Einheit von Wirtschafts- und Sozialpolitik – wurden in ausgewählten Hotels (Bastei in Dresden, Hotel Panorama in Oberhof und Interhotel Potsdam) Kontingente an den FDGB abgegeben. Das bereits im Bau befindliche „Hotel Rennsteig“ in Oberhof und das geplante Hotel in Oberwiesenthal wurden nicht als Interhotels, sondern als FDGB-Ferienheime eröffnet. Das in Dresden am nördlichen Ende der Prager Straße geplante Hotel „Stadt Dresden“ wurde – weil der Wohnungsbau Vorrang hatte – nicht gebaut.
1987–1989 ließ die Interhotelkette das Hotel „Dresdner Hof“ (1990 Eröffnung; seit 1992 Hilton  Dresden) bauen. Außerdem begann der Bau des Domhotels am Berliner Gendarmenmarkt, das aber schon kurz nach seiner Eröffnung 1991/1992 an Hilton verkauft wurde. In Weimar war bereits seit Jahren die Baugrube für das „Hotel Belvedere“ ausgehoben, das jedoch erst 1991 eröffnet und bereits kurz danach ebenfalls von Hilton betrieben wurde.
Nach der Wiedervereinigung wurden zahlreiche Interhotels von der Treuhandanstalt verwaltet und von der Interhotel AG weitergeführt. 1991 fand ein Verkauf an die Klingbeil-Gruppe statt.
Die Deutsche Interhotel GmbH hat 1994 das Hotel Schwarzer Bock in Wiesbaden gekauft.
Die Deutsche Bank und die Depfa Bank haben die Deutsche Interhotel Holding GmbH & Co. KG mit allen Häusern im Jahr 1995 von der Berliner Trigon-Gruppe (vormals Klingbeil-Groenke-Guttmann-Gruppe) übernommen. Die Deutsche Bank hielt 45,6 Prozent an der Deutschen Interhotel, die Aarealbank hielt etwa ein Drittel. Zu den von dem Finanzinvestor nun übernommenen Interhotels zählt auch das The Westin Grand Berlin an der Friedrichstraße.
Im Dezember 2006 wurden die verbliebenen Hotels der Deutschen Interhotel an die Blackstone Group für ca. 750 Mio. € verkauft. Der amerikanische Finanzinvestor Blackstone, der zuvor das Sheraton Frankfurt-Airport für 168 Millionen Euro sowie das Grand Hotel Esplanade in Berlin erworben hatte, hat zwölf Häuser der Interhotel-Gruppe erworben.

## Standorte
Berlin

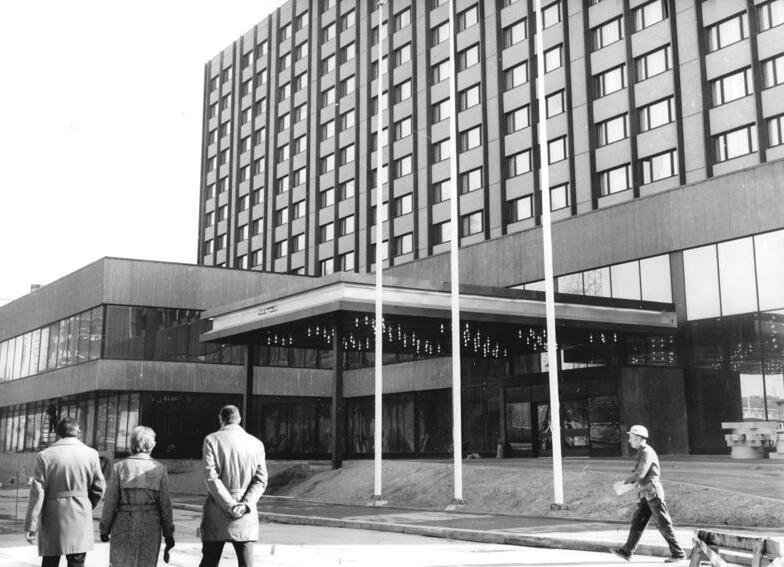
Hotel Metropol, Berlin, 1977

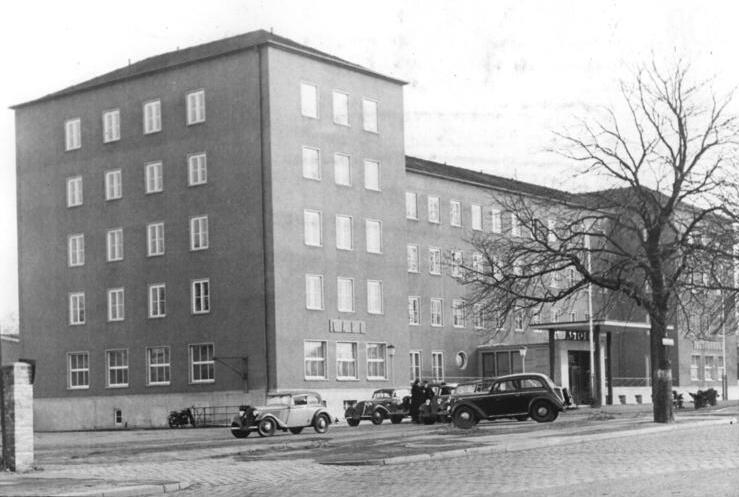
Hotel Astoria, Dresden, 1951

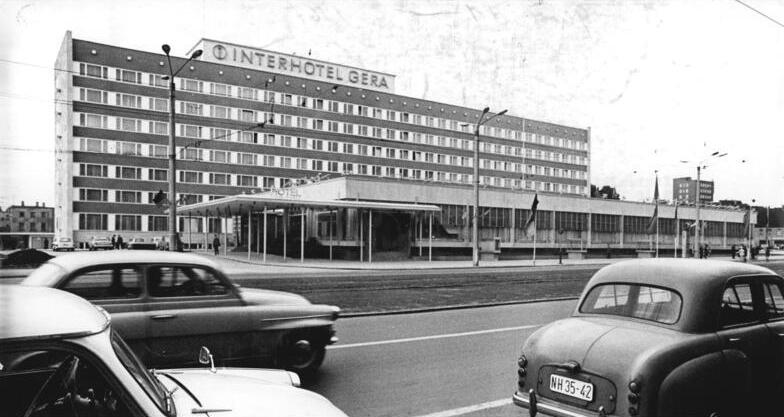
Interhotel Gera, 1967

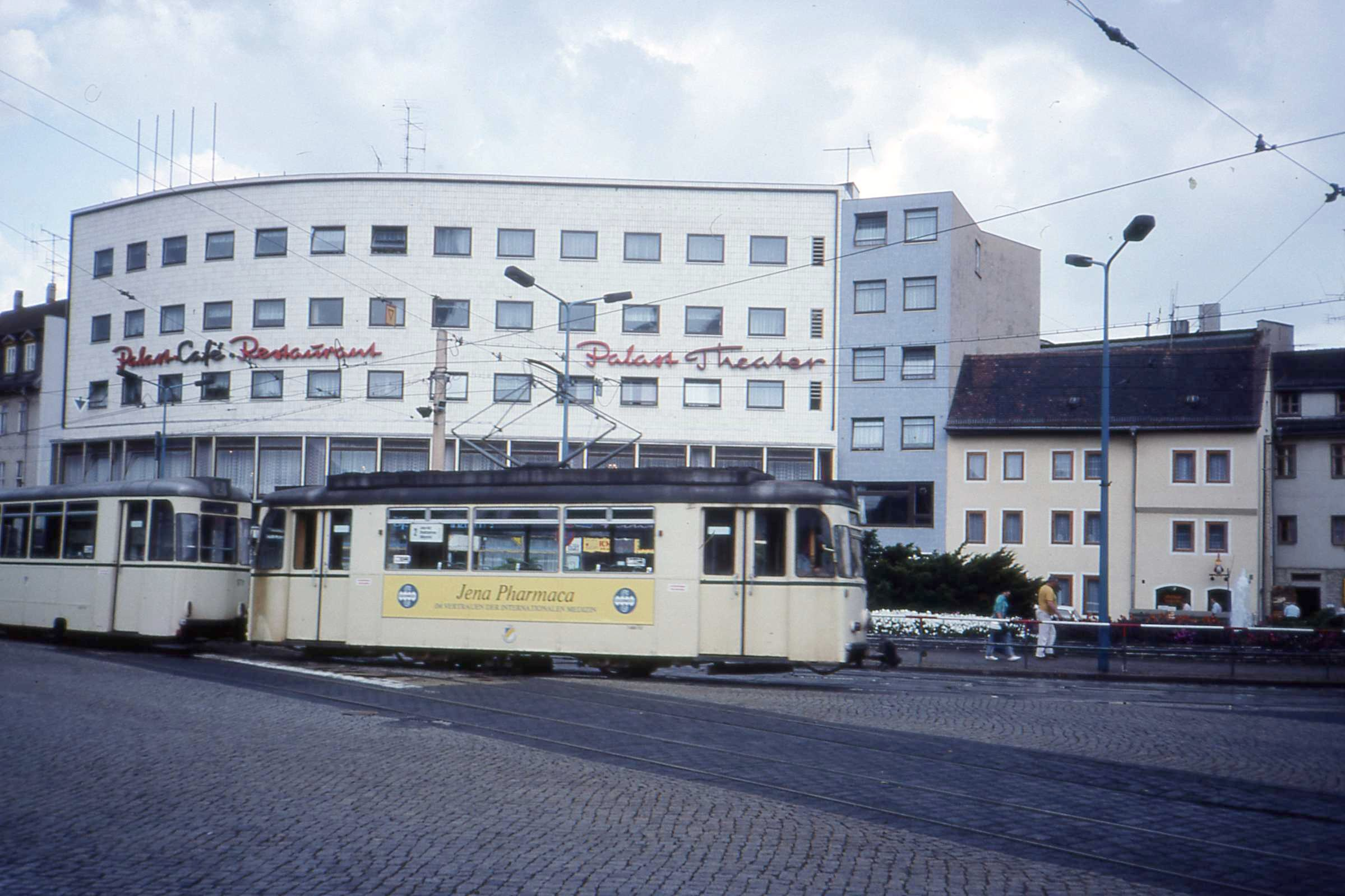
Ehemaliges Hotel International, Jena, 1989

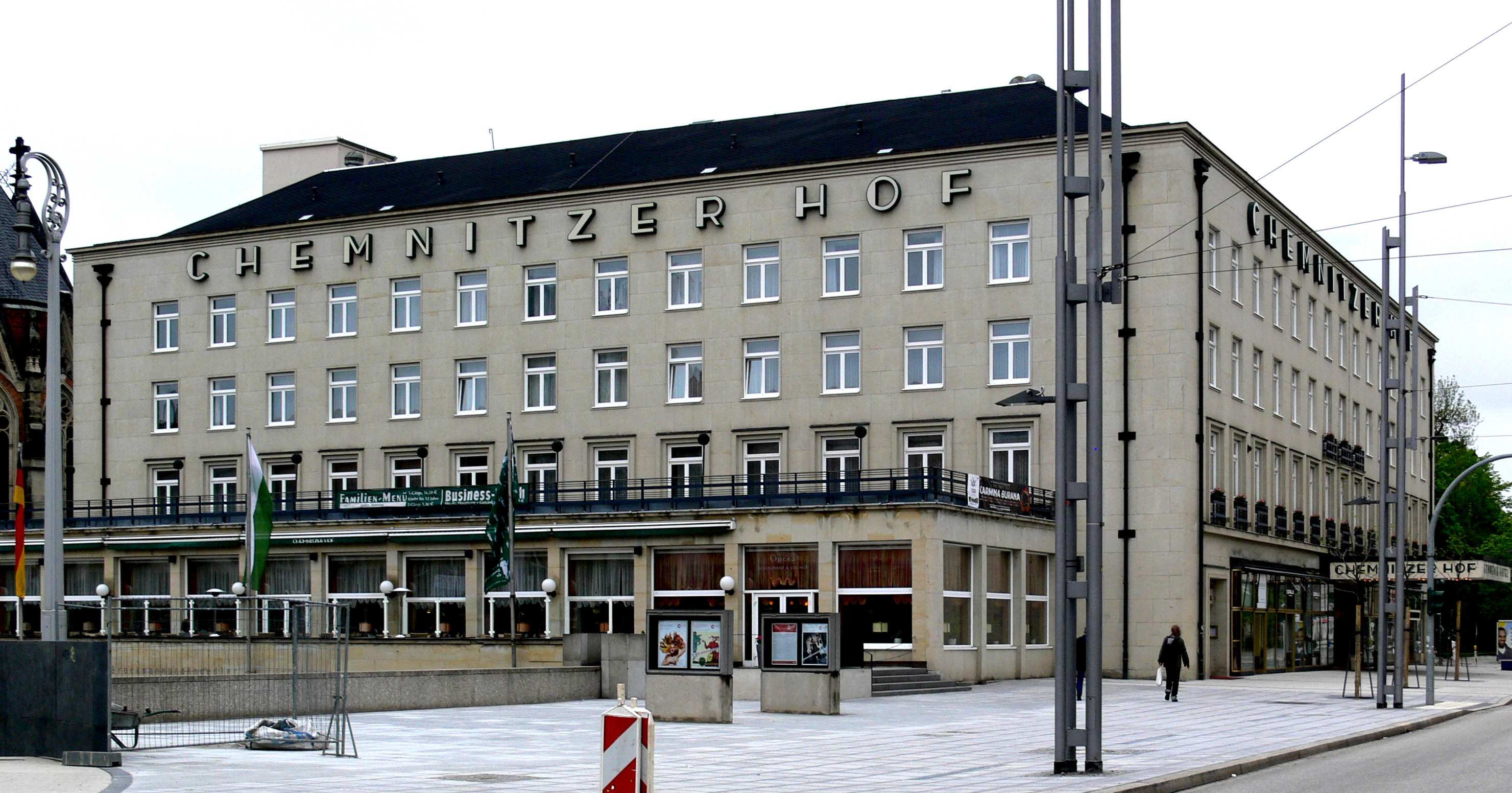
Hotel Chemnitzer Hof, 2010

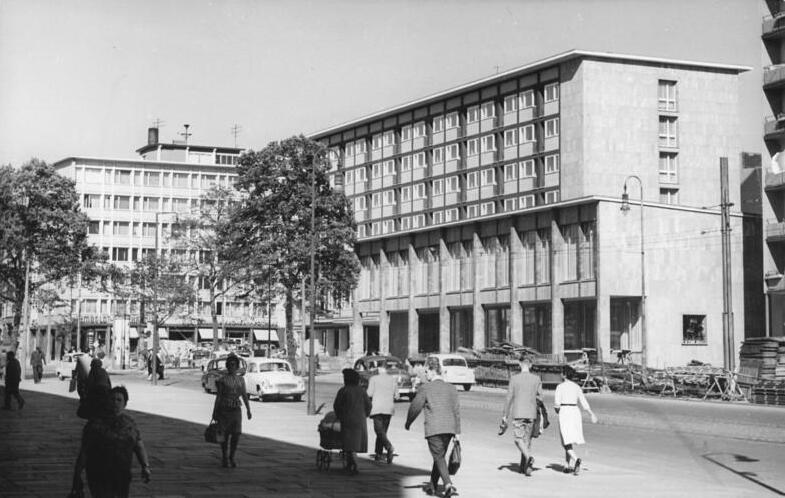
Hotel Moskau, Karl-Marx-Stadt, 1962

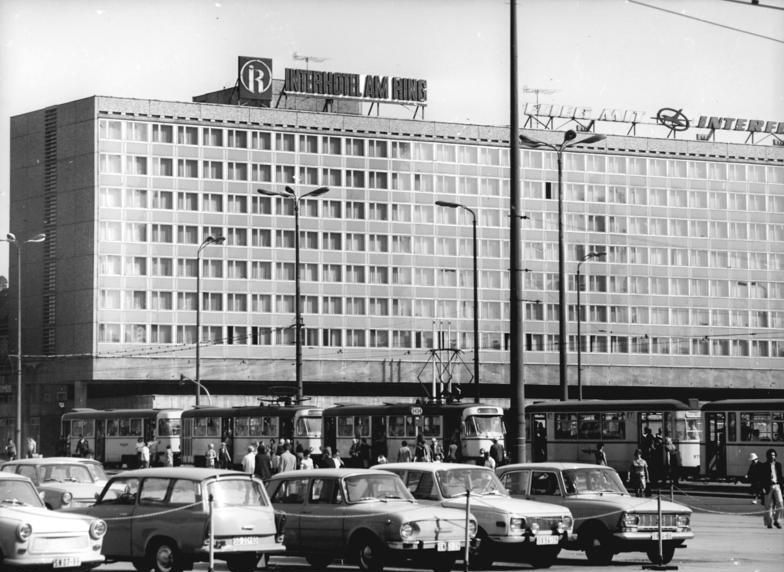
Hotel am Ring, Leipzig, 1974

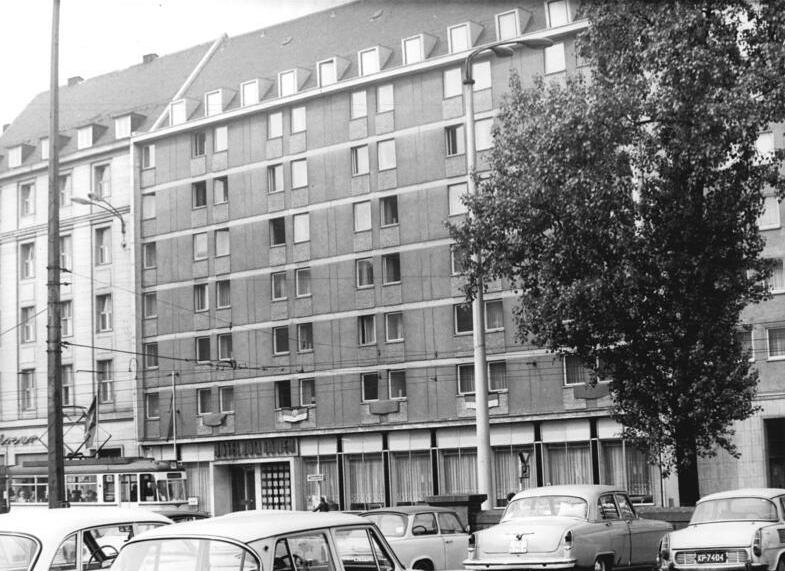
Hotel Zum Löwen, Leipzig, 1974

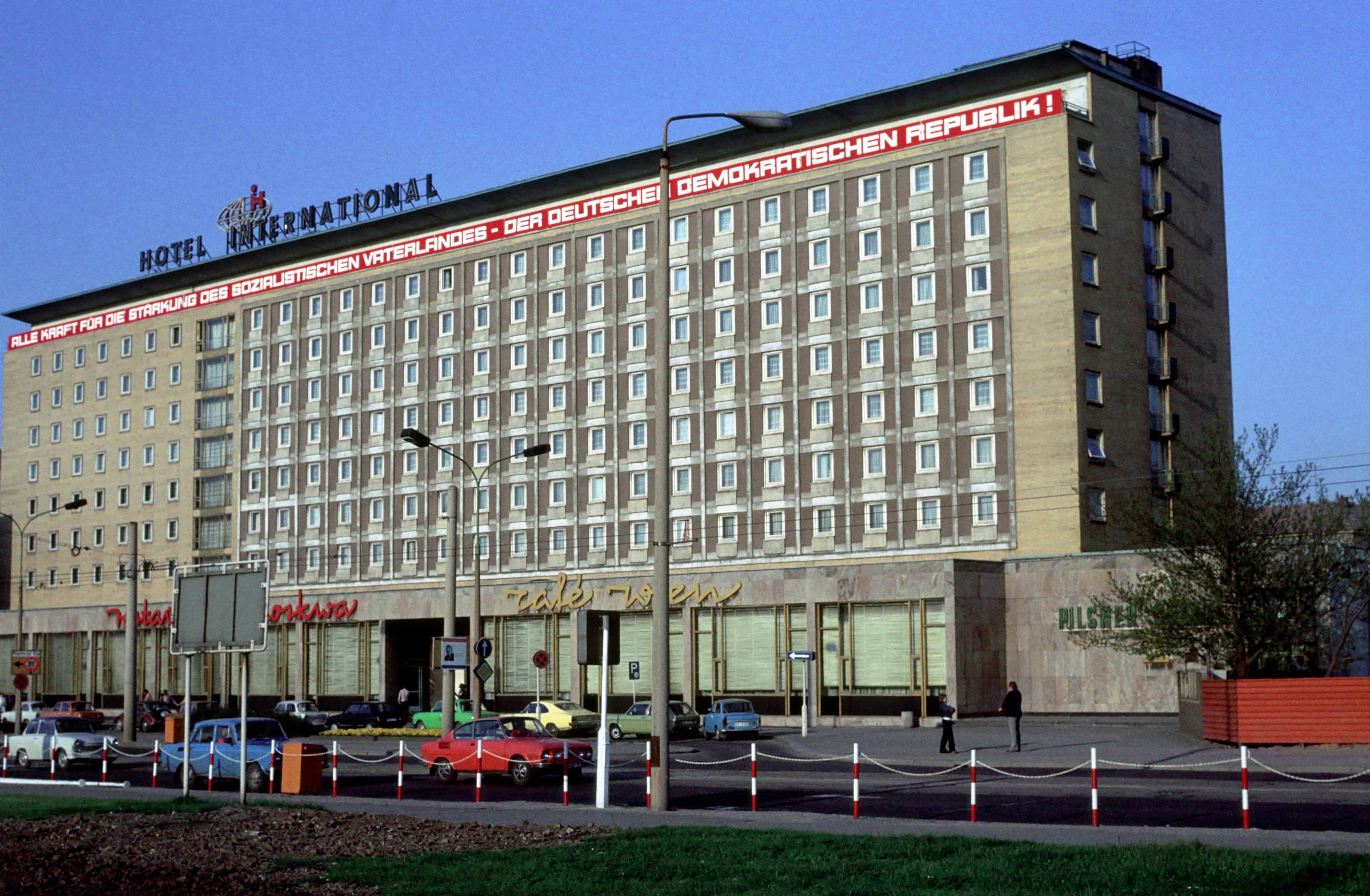
Hotel International, Magdeburg, 1980

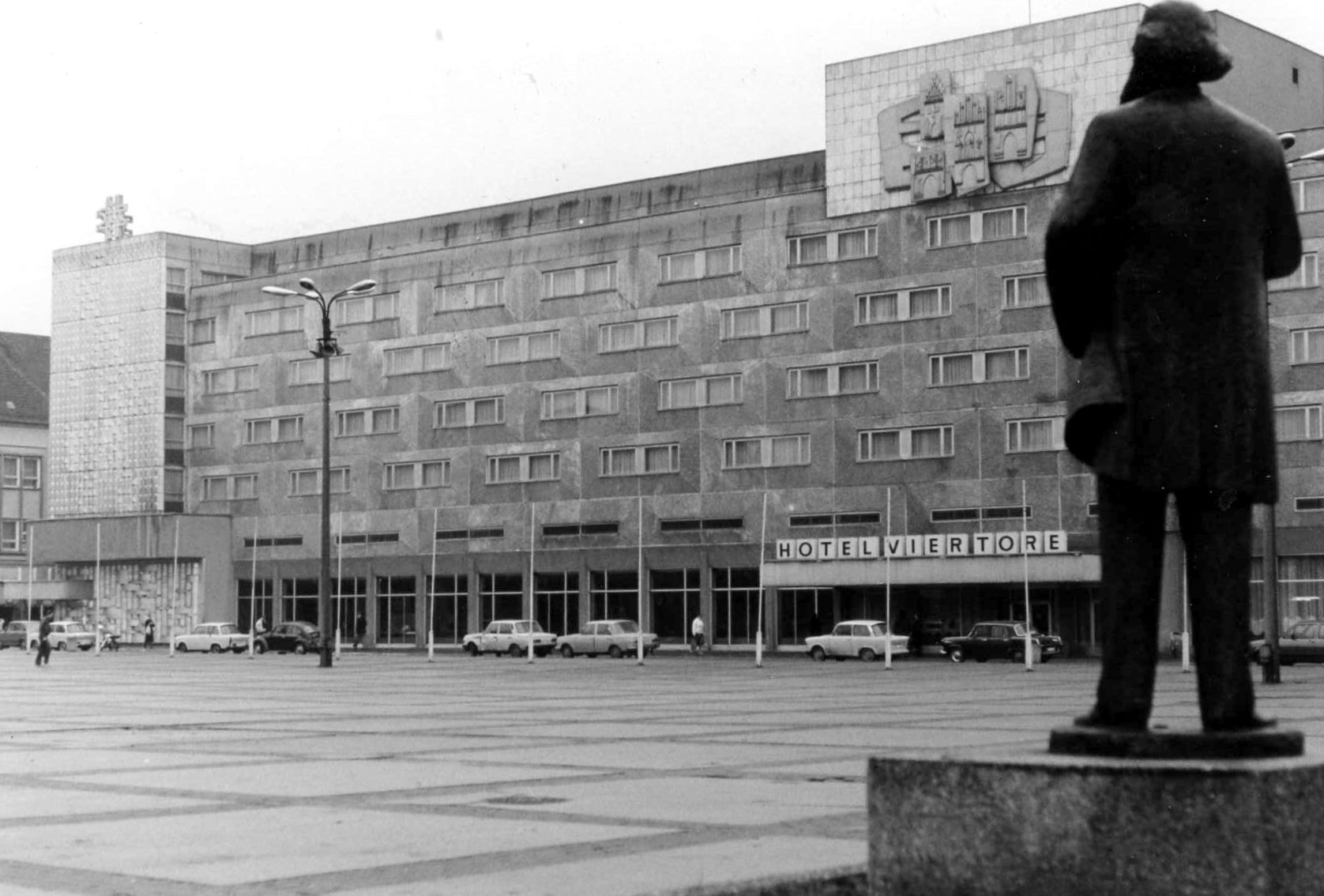
Hotel Vier Tore, Neubrandenburg, 1990

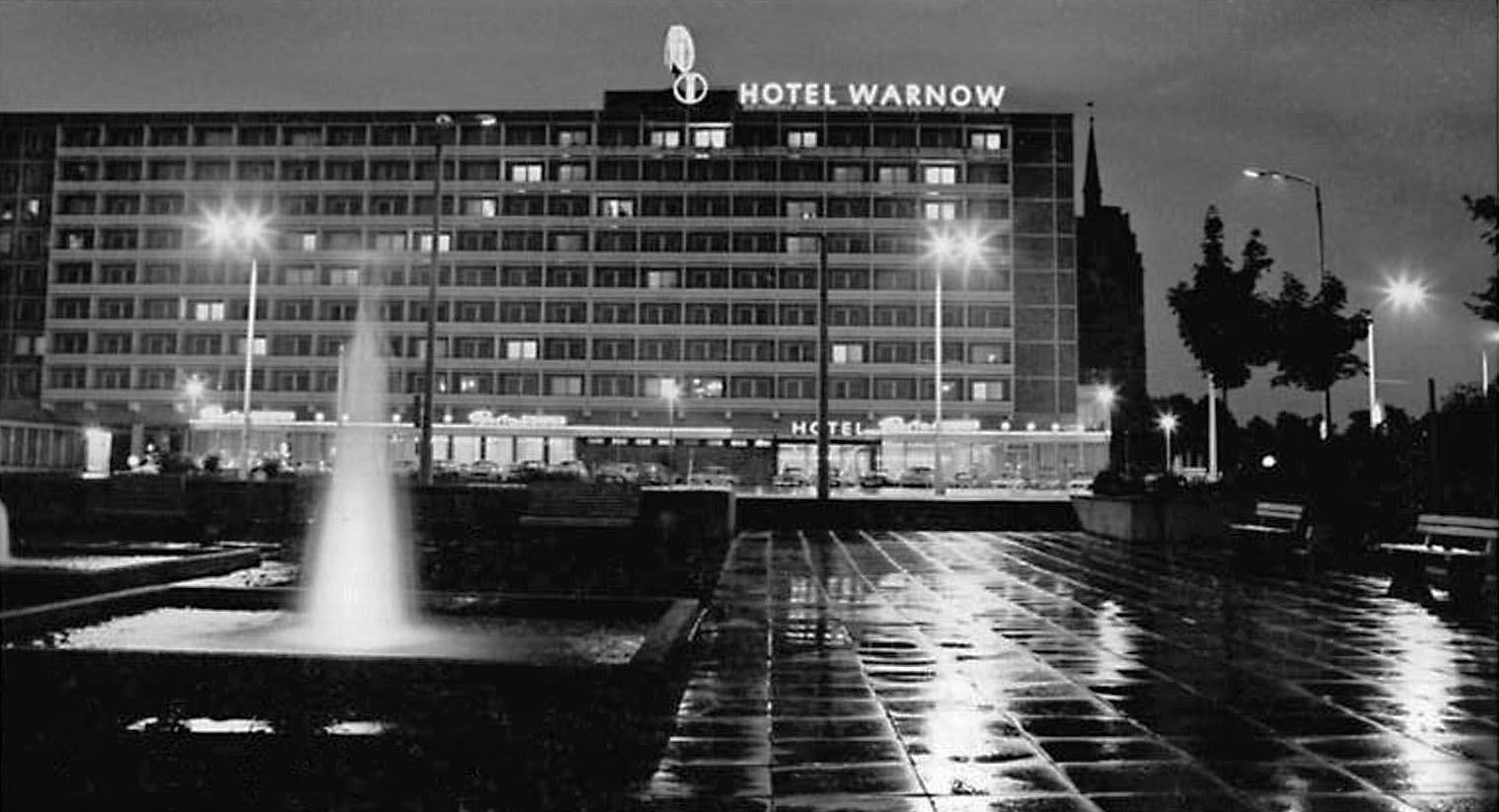
Hotel Warnow, Rostock, 1969

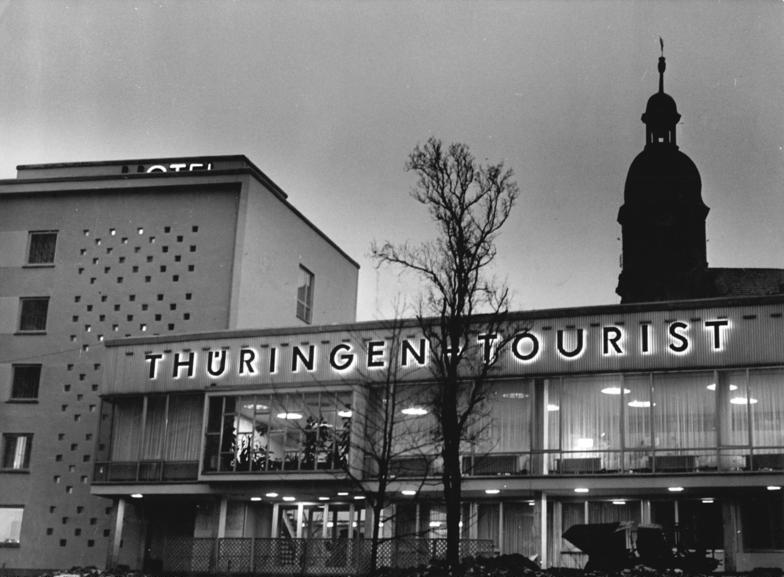
Hotel Thüringen-Tourist, Suhl, 1967

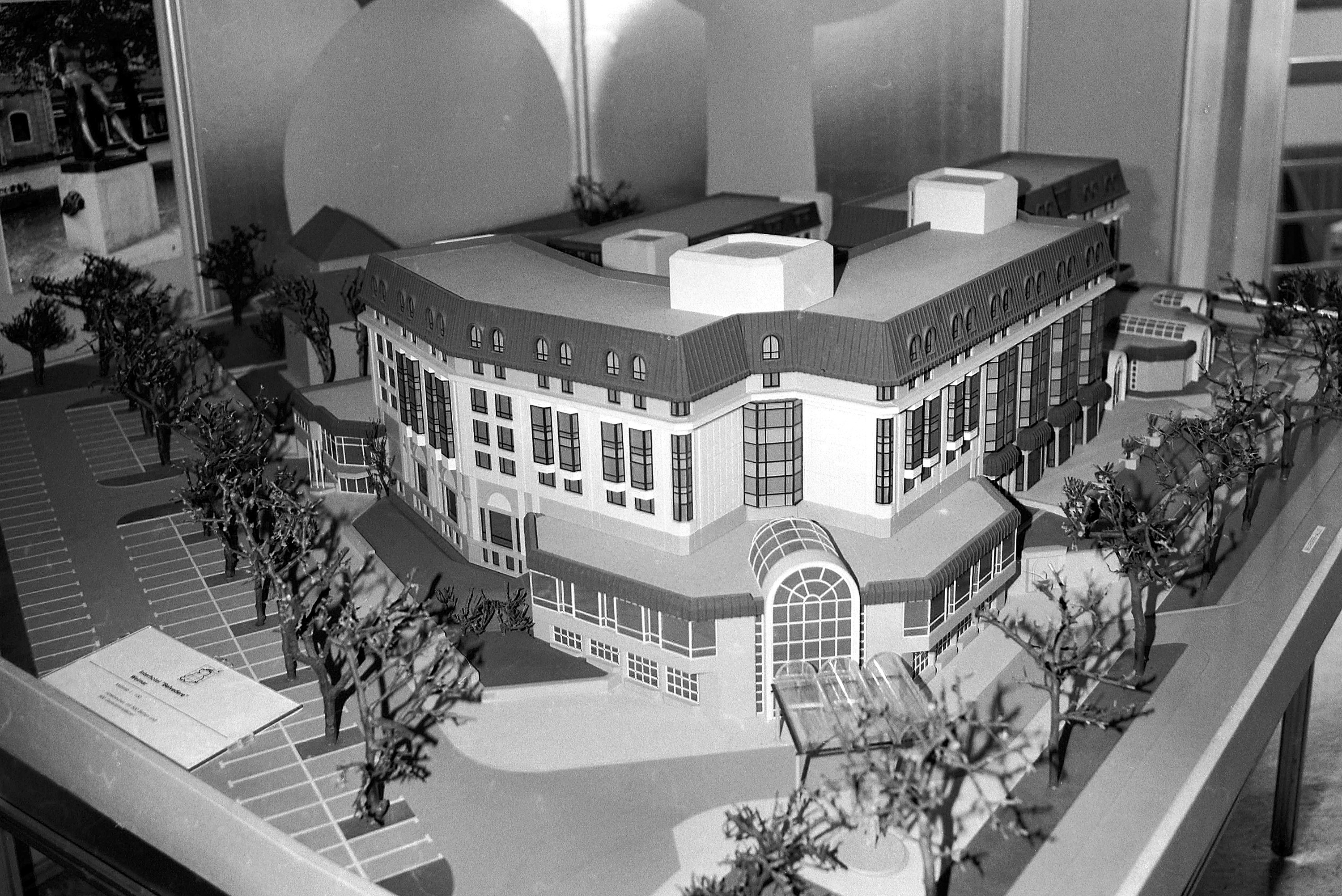
Modell des in Weimar zu errichtenden Hotels Belvedere

- Grand Hotel Berlin – 1987 eröffnet, ab 1992 Maritim, seit 1997 Westin
- Hotel Metropol – 1977 eröffnet, ab 1992 Maritim, seit 2000 Maritim proArte Hotel
- Palasthotel – 1979 eröffnet, ab 1992 Radisson SAS, 2000 geschlossen, 2001 abgerissen; heute dort u. a.: Radisson Blu Hotel Berlin
- Domhotel – 1990 eröffnet, seit 1991 Hilton
- Hotel Stadt Berlin – 1970 eröffnet, ab 1993 Forum-Hotel Berlin (InterContinental), seit 2003 Park Inn by Radisson
- Hotel Unter den Linden – 1966 eröffnet, 2006 abgerissen; heute dort: Büro- und Geschäftshaus Upper Eastside
- Hotel Berolina – 1964 als HO-Hotel eröffnet, ab 1965 Interhotel, 1995 geschlossen, 1996 abgerissen; heute dort: Rathaus Mitte

Dresden
- Hotel Bellevue – 1985 eröffnet[8], 1992 bis 1996 Maritim, ab 2000 Westin, seit 2020 Bilderberg Hotels
- Dresdner Hof – 1990 eröffnet[9], seit 1992 Hilton
- Hotel Newa – 1970 eröffnet, ab 1992 Mercure, 2008 bis 2024 Pullman, seit 2024 Barceló[10]
- Hotel Lilienstein – 1969 eröffnet, ab 1992 ibis, 2018 bis 2020 The Student Hotel Dresden, 2022 Dresden Zentrum Hotel, seit 2023 Holiday Inn Express Dresden Zentrum.[11]
- Hotel Königstein – 1969 eröffnet, seit 1992 ibis
- Hotel Bastei – 1969 eröffnet, seit 1992 ibis
- Motel Dresden – 1967 eröffnet, ab 1990 Hotel Am Bismarckturm, in den 1990er Jahren abgerissen; heute dort: Wohnbauten
- Hotel Astoria – 1950 eröffnet, ab 1965 Interhotel, 1992 geschlossen, 1998 abgerissen[12]
- nicht realisiert: Hotel Stadt Dresden[13][14]

Erfurt
- Hotel Erfurter Hof – bis 1964 HO-Hotel, ab 1965 Interhotel, 1995 geschlossen
- Hotel Kosmos – 1980 eröffnet, ab 1995 Radisson SAS, 2009 bis 2025 Radisson Blu, seit 2025 NYX Hotel Erfurt (Leonardo Hotels)[15]

Gera
- Interhotel Gera – 1967 eröffnet, ab 1992 Maritim Hotel Gera, 1997 abgerissen[16]; heute dort: Gera Arcaden

Halle
- Hotel Stadt Halle – 1966 eröffnet, von 1992 bis 2015 Maritim Hotel Halle, Abriss beantragt, von 2015 bis 2023 mehrmals zeitweilig Flüchtlingsunterkunft[17]

Jena
- Hotel International – 1963 erbaut, 1965 bis Anfang der 1980er Jahre Interhotel, 1987 geschlossen, 1997 abgerissen

Karl-Marx-Stadt
- Hotel Kongress – 1974 eröffnet, ab 1992 Mercure, 2018 bis 2023 Dorint
- Hotel Chemnitzer Hof – 1930 eröffnet, 1952 bis 1964 HO-Hotel, ab 1965 Interhotel, 1992 bis Mitte der 2010er Jahre Günnewig Hotels
- Hotel Moskau – das Haus sollte ursprünglich ein Appartementgebäude werden, ist 1962 jedoch als Hotel eröffnet worden[18], ab 1965 Interhotel, 1992 bis 2006 Günnewig Hotel Europa, seit 2008 Hotel an der Oper[19]

Leipzig
- Hotel Merkur – 1981 eröffnet, ab 1993 InterContinental, seit 2003 Westin
- Hotel Astoria – bis 1964 HO-Hotel, ab 1965 Interhotel, ab 1992 Maritim, seit 1997 geschlossen
- Hotel Deutschland / Hotel Am Ring – 1965 als Interhotel Deutschland eröffnet, Januar 1973 bis Mitte 1990 Hotel Am Ring, ab 1992 Mercure am Augustusplatz, inzwischen Radisson Blu (siehe auch Architektur in Leipzig)
- Hotel Stadt Leipzig – Februar 1965 eröffnet, 1965 bis 1992 Interhotel, 1994 geschlossen und abgerissen; heute dort: Novotel
- Hotel International – seit 1890 als Hotel betrieben, bis 1964 HO-Hotel, 1965 bis 1990 Interhotel, 1996 bis 2021 Hotel Fürstenhof, 1996 bis 2000 Kempinski, 2000 bis 2021 Luxury Collection, 2021 bis 2025 Sanierung, seit 2025 Lumière Boutique-Hotel im Fürstenhof[20]
- Hotel Zum Löwen – März 1965 eröffnet, ab 1995 Holiday Inn, inzwischen Best Western

Magdeburg
- Hotel International – 1963 eröffnet, bis 1964 HO-Hotel, ab 1965 Interhotel, seit 1992 Maritim, 1993 abgerissen (1995 Eröffnung des Neubaus)

Neubrandenburg
- Hotel Vier Tore – 1957 als Hotel zu den vier Toren eröffnet und von der Handelsorganisation HO betrieben, bis 1972 Erweiterung und Umbenennung zu Hotel Vier Tore[21], ab 1990 Interhotel, ab 1995 Radisson SAS[22], ab 2009 Radisson Blu, 2016 abgerissen; heute dort: Einkaufszentrum

Oberhof
- Hotel Panorama – 1969 eröffnet, 1990er Jahre Treff Hotels, 2000er Jahre Ramada Hotels, seit 2018 Ahorn Hotels
- nicht realisiert: Interhotel Rennsteig – stattdessen wurde das im Dezember 1973 eröffnete Hotel durch den FDGB-Feriendienst genutzt.[23]

Oberwiesenthal
- nicht realisiert: Interhotel – stattdessen wurde 1972–75 das FDGB-Ferienheim Am Fichtelberg errichtet; seit 1990er Jahre AHORN Hotel Am Fichtelberg[24]

Potsdam
- Interhotel Potsdam – 1969 eröffnet, seit 1992 Mercure
- nicht realisiert: Interhotel im Neuen Palais – In der zweiten Hälfte der 1960er Jahre plante die DDR-Führung, das Neue Palais zu einem Luxushotel umzubauen. Das Vorhaben scheiterte letztendlich an einem zu schlechten Kosten-Nutzen-Verhältnis.[25]

Rostock
- Hotel Warnow – das Haus sollte ursprünglich ein Arbeiterwohnheim oder Seemannshaus[26] werden, ist 1967 jedoch als Hotel eröffnet worden; seit den 1990er Jahren bis 2025 Radisson SAS / Radisson Blu, 2001 geschlossen und abgerissen (2005 Eröffnung des Neubaus; bis 2025 Radisson Blu, seit 2025 Scanhotel City[27])

Suhl
- Hotel Thüringen Tourist – 1968 eröffnet, 1990er Jahre Hotel Thüringen, bis 2023 Michel Hotel Suhl, seit 2023 Achat Hotel Suhl[28]

Weimar
- Hotel Elephant – 1955 bis 1966 HO-Hotel, ab 1966 Interhotel, nach 1990 Kempinski und Luxury Collection, inzwischen Autograph Collection by Marriott[29]
- Hotel Belvedere – Anfang 1992 eröffnet, nach ein paar Wochen als Interhotel wurde es zum Hilton Weimar by Hilton Worldwide, seit Dezember 2007 Leonardo Hotels[30]
- nicht realisiert: Parkhotel – die Vereinigung Interhotel plante für die Zeit von 1991 bis 1995 einen Neubau mit historischer Fassade des früheren Hotels „Erbprinz“ am Markt 16; durch die politische Wende hatten sich diese Pläne jedoch zerschlagen.[31][32]

## Interhotels und Ministerium für Staatssicherheit
Interhotels standen unter der Beobachtung der Hauptabteilung VI des Ministeriums für Staatssicherheit (MfS), Abteilung Touristik. Das MfS versuchte, sowohl die Aktivitäten internationaler Gäste zu überwachen als auch nachrichtendienstlich zu nutzen. Oft wurden kompromittierende Situationen konstruiert (Einsatz von als IM verpflichteten Prostituierten in audio- und videoüberwachten Hotelzimmern), um den Betroffenen zur Mitarbeit zu „bewegen“. Aufgrund der Kontaktmöglichkeiten mit Reisenden aus dem kapitalistischen Ausland war auch der IM-Prozentsatz der Hotelbelegschaft überproportional hoch. Besonders im Fokus standen Hotels, an denen politische Weichenstellungen diskutiert wurden, wie das Hotel Bellevue in Dresden.

## Filmografie
- 1991: Klingbeil. Verkauf der Interhotels (BRD 1991). Cintec Film- und Fernsehproduktionsgesellschaft mbH (DEFA-Filmstiftung )
- 2020: Interhotel – Glanz, Verfall und Auferstehung. (Dokumentarfilm nach einer Idee von Jost Bösenberg, Buch und Regie: Reinhard Joksch, Eine Produktion der Dokfilm Fernsehproduktion GmbH im Auftrag des MDR, Länge: 90 Minuten, EA: 29. Dezember 2020)[36]